# Pyrofomes
Pyrofomes là một chi nấm thuộc họ Polyporaceae.